# Ethiopische genet
De Ethiopische genet (Genetta abyssinica) is een roofdier uit de familie van de civetkatachtigen (Viverridae). Ze leven in de hooglanden van Ethiopië en Eritrea en mogelijk ook in Djibouti en in het noorden van Soedan. 